# Les Enfants du dimanche
Pour plus de détails, voir Fiche technique et Distribution.
Les Enfants du dimanche (Söndagsbarn) est un film suédois réalisé par Daniel Bergman, sorti en 1992.

## Synopsis
Pour le scénario, Ingmar Bergman s'est inspiré de la vie de son père, la pasteur Erik Bergman, déjà évoqué dans les films Fanny et Alexandre et Les Meilleures Intentions.

## Fiche technique
- Titre : Les Enfants du dimanche
- Titre original : Söndagsbarn
- Réalisation : Daniel Bergman
- Scénario : Ingmar Bergman
- Production : Katinka Faragó et Klas Olofsson
- Musique : Rune Gustafsson et Zoltán Kodály
- Photographie : Tony Forsberg
- Montage : Darek Hodor
- Décors : Sven Wichmann
- Costumes : Mona Theresia Forsén
- Format : Couleurs - Dolby
- Genre : Drame
- Durée : 118 minutes
- Date de sortie : 1992

## Distribution
- Thommy Berggren (VQ : Benoit Marleau) : Erik Bergman
- Henrik Linnros (VQ : Catherine Levasseur) : Pu Bergman
- Lena Endre (VQ : Élizabeth Lesieur) : Karin Bergman
- Jacob Leygraf : Dag
- Anna Linnros : Lillan
- Malin Ek : Märta
- Marie Richardson : Marianne
- Irma Christenson : Tante Emma
- Birgitta Valberg : Grand-mère
- Börje Ahlstedt (VQ : Jean Brousseau) : Oncle Carl
- Maria Bolme (VQ : Geneviève de Rocray) : Maj
- Melinda Kinnaman : Fille aveugle

'Source': Doublage Québec

## Autour du film
- Daniel Bergman est le fils de Ingmar Bergman et de Käbi Laretei.